# (5590) 1990 VA
(5590) 1990 VA – planetoida z grupy Atena należąca do obiektów NEO.

## Odkrycie
(5590) 1990 VA została odkryta 9 listopada 1990 roku w programie Spacewatch w Obserwatorium Kitt Peak. Nazwa planetoidy jest oznaczeniem tymczasowym.

## Orbita
(5590) 1990 VA okrąża Słońce w ciągu 357 dni w średniej odległości 0,985 j.a. Planetoida ta porusza się po orbicie o mimośrodzie 0,279 i nachyleniu 14,18º względem ekliptyki.